# Bladié-Tiémala
Bladié-Tiémala es una comuna o municipio del círculo de Buguni de la región de Sikasso, en Malí. En abril de 2009 tenía una población censada de 4604 habitantes.
Se encuentra ubicada al suroeste del país y al oeste de la región de Sikasso, a poca distancia del río Níger, de la frontera con República de Guinea y Costa de Marfil y al sur de la capital nacional, Bamako.